# Rue Étienne-Jodelle
La rue Étienne-Jodelle est une voie du 18e arrondissement de Paris, en France.

## Situation et accès
La rue Étienne-Jodelle est une voie publique située dans le 18e arrondissement de Paris. Elle débute au 13, rue Hégésippe-Moreau et se termine au 10 bis, avenue de Saint-Ouen.

## Origine du nom
La rue doit son nom au poète et auteur dramatique français Étienne Jodelle (1532-1573).

## Historique
Cette rue est ouverte en 1904 sous le nom de « square de l'Hippodrome » avant de prendre sa dénomination actuelle par un arrêté du 24 juin 1907.